# Rue Bernard-Dimey
Pour les articles homonymes, voir Dimey.
La rue Bernard-Dimey est une voie du 18e arrondissement de Paris, en France.

## Situation et accès
La rue Bernard-Dimey est une voie privée située dans le 18e arrondissement de Paris. Elle débute au 1, rue Jules-Cloquet et se termine au 70, rue Vauvenargues.

## Origine du nom

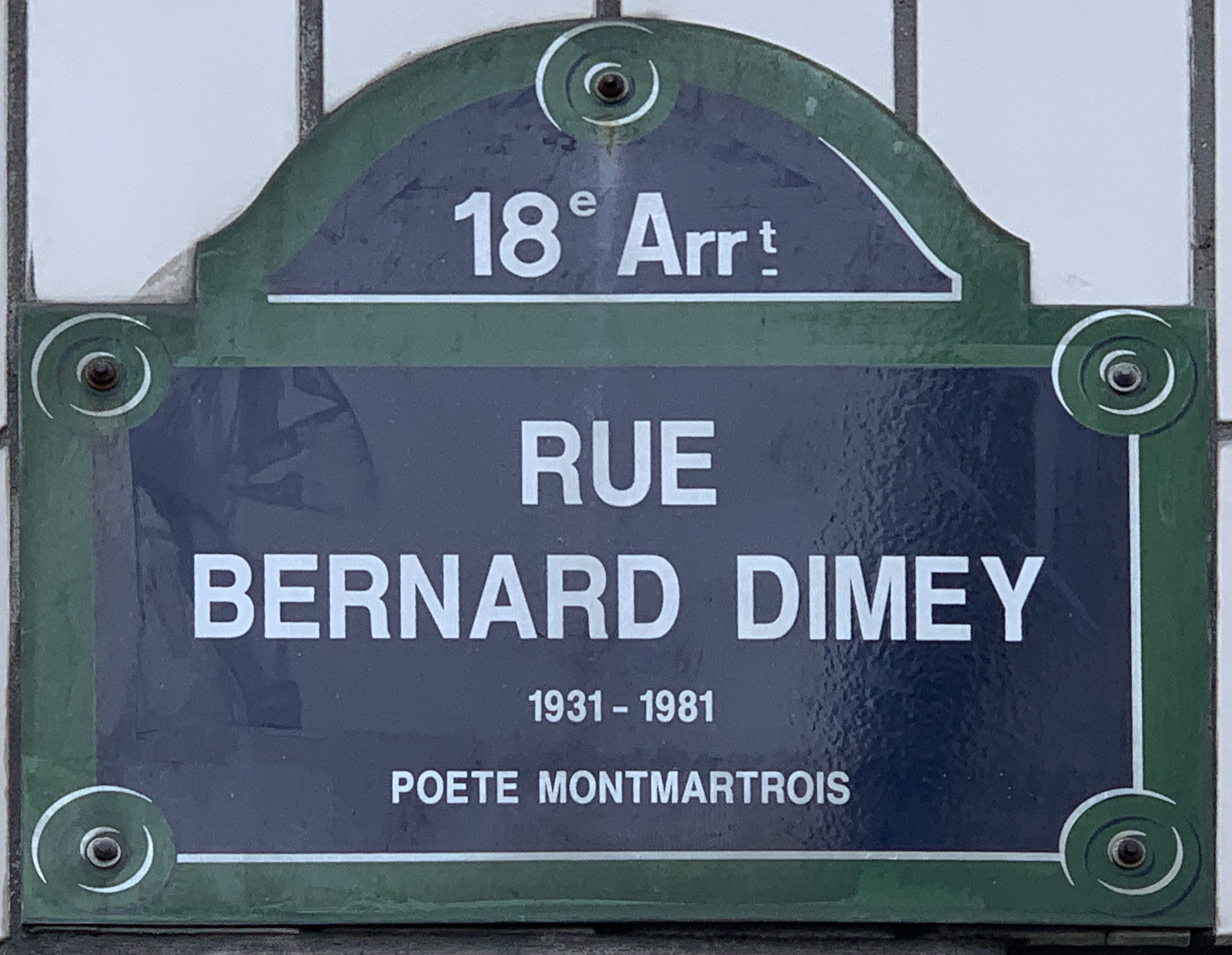
Plaque de la rue.

Le poète et chansonnier Bernard Dimey (1931-1981) a donné son nom à cette rue, située dans son quartier de prédilection.

## Historique
La voie est créée dans le cadre du réaménagement du secteur opérationnel Leibnitz-Vauvenargues sous le nom provisoire de « voie AT/18 » et prend sa dénomination actuelle par arrêté municipal du 30 novembre 1992.